# Дедблоу
Дедблоу (изворно енгл. Deadblow — смртоносни ударац) је борбени робот направљен и управљан од стране Гранта Имахаре (Grant Imahara). Израђен је од титанијума и висококвалитетног алуминијума а израда је коштала преко 20.000 америчких долара. Његово оружје је пнеуматски чекић. Учествовао је такмичењу БетлБотс (BattleBots) у средњој класи тежине, где је победио у две рунде и био рангиран другим местом у својој класи.
Након овога, робот ће заједно са Грантом учествовати у експериментима познате емисије Митбастерс (Mythbusters). На почетку чланка, Грант наређује свом роботу „Држи га, дечко“.